# Jule Ronstedt
Jule Ronstedt (* 21. April 1971 in München) ist eine deutsche Schauspielerin und Regisseurin.

## Leben
Jule Ronstedt, Tochter einer Modedesignerin und eines Selfmade-Unternehmers, wuchs in Herrsching am Ammersee auf und machte ihr Abitur am Gymnasium in Gilching. Sie absolvierte von 1991 bis 1994 eine dreijährige Ausbildung an der Neuen Münchner Schauspielschule.
1996 spielte sie die Titelrolle in Pippi Langstrumpf bei den Luisenburg-Festspielen in Wunsiedel. Von 1996 bis 2000 war sie unter Intendant Dieter Dorn als festes Ensemblemitglied an den Münchner Kammerspielen engagiert. Als Theaterregisseurin inszenierte sie an den Münchner Kammerspielen das Bühnenstück Andere Baustelle. 2001 führte sie Regie bei Frank Wedekinds Frühlings Erwachen am Theater der Stadt Heidelberg. 2003 hatte sie ein Gastengagement am Berliner Ensemble. Daneben arbeitet sie als Regisseurin und Autorin am Münchner Kinder- und Jugendtheater Schauburg.
Ihr Debüt vor der Kamera gab Ronstedt als Serientochter Alicia Sandmann von Daniel Friedrich in der BR-Fernsehserie Aus heiterem Himmel. 1997 spielte sie an der Seite von Jasmin Tabatabai die Hauptrolle der Ulrike in Maria Teresa Camoglios Filmkomödie Bandagistenglück und wurde für ihre schauspielerische Leistung mit dem Max-Ophüls-Preis ausgezeichnet. Danach wirkte sie in zahlreichen Film- und Fernsehproduktionen, u. a. in Joe Duebells Liebesdrama Großglocknerliebe (2003) und in Marcus H. Rosenmüllers Komödie Wer früher stirbt ist länger tot (2006).
Mehrfach übernahm sie Gastrollen in Fernsehserien- und reihen, u. a. in Café Meineid, Polizeiruf 110, Die Rosenheim-Cops, Der Bulle von Tölz, Tatort, Der Staatsanwalt, Solo für Weiss und Kommissarin Lucas.
Die Krimikomödie Maria Mafiosi, bei der sie das Drehbuch gemeinsam mit dem Produzenten Sven Burgemeister schrieb, war 2017 ihr Regiedebüt bei einem Film.
Jule Ronstedt ist verheiratet und hat eine Tochter. Sie lebt mit ihrer Familie in München.

## Filmografie

### Kino
- 1997: Bandagistenglück
- 1999: Kismet
- 2001: Die grüne Wolke
- 2003: Großglocknerliebe
- 2006: Wer früher stirbt ist länger tot
- 2007: Herr Bello
- 2008: Ossi’s Eleven
- 2010: Nanga Parbat
- 2010: Der letzte Angestellte
- 2011: Almanya – Willkommen in Deutschland
- 2012: Frisch gepresst
- 2014: Bocksprünge
- 2017: Maria Mafiosi (Buch und Regie)
- 2020: Hello Again – Ein Tag für immer
- 2025: Karli & Marie

### Fernsehen (Auswahl)
- 1994–1996: Aus heiterem Himmel (Fernsehserie, 25 Folgen)
- 1998: Polizeiruf 110: Todsicher (Fernsehreihe)
- 2000: Wenn Männer Frauen trauen
- 2001: Natalie – Das Leben nach dem Babystrich
- 2001: Geier im Reisrand
- 2002: Hinterlassenschaften
- 2003: Die Rosenheim-Cops (Fernsehserie, Folge Spuren im Schnee)
- 2004: SOKO Kitzbühel (Fernsehserie, Folge Die Wilden)
- 2004: Polizeiruf 110: Die Maß ist voll (Fernsehreihe)
- 2004: Der Bulle von Tölz: In guten Händen (Fernsehreihe)
- 2005: Der Bulle von Tölz: Mord im Kloster (Fernsehreihe)
- 2005: Liebe Amelie
- 2006: Stolberg (Fernsehserie, Folge Flüchtige Begegnung)
- 2007: Notruf Hafenkante (Fernsehserie, Folge Zeugnistag)
- 2007: Der Zauber des Regenbogens
- 2007: Grüß Gott, Herr Anwalt
- 2008: Der Kaiser von Schexing
- 2008: Der Bulle von Tölz: Die Leonhardifahrer
- 2008: Hilfe, meine Schwester kommt!
- 2008: Tatort: Unbestechlich (Fernsehreihe)
- 2008: SOKO Donau (Fernsehserie, Folge Sisis Vermächtnis)
- 2009: Genug ist nicht genug
- 2009: Nichts als Ärger mit den Männern
- 2009–2012: Franzi (Fernsehserie, 26 Folgen)
- 2010: Kommissar LaBréa – Mord in der Rue St. Lazare (Fernsehreihe)
- 2010: Das Glück kommt unverhofft
- 2010: Vom Ende der Liebe
- 2011: Klarer Fall für Bär
- 2011: Sie hat es verdient
- 2012: Das Wunder von Merching
- 2012: Lotta & die großen Erwartungen (Fernsehreihe)
- 2012: Schneeweißchen und Rosenrot
- 2013: Der Alte (Fernsehserie, Folge Im Visier)
- 2013: Blutgeld
- 2013: Einfach die Wahrheit
- 2013: Tod in den Bergen
- 2013–2017: Hammer & Sichl (Fernsehserie, 19 Folgen)
- 2013: Die Dienstagsfrauen – Sieben Tage ohne
- 2014: Utta Danella – Die Himmelsstürmer
- 2014: Die Sache mit der Wahrheit
- 2014: Der Kriminalist (Fernsehserie, Folge Das Liebste, was ich habe)
- 2015: Die Insassen
- 2015: Notruf Hafenkante (Fernsehserie, Folge Getrieben)
- 2016: Gottlos – Warum Menschen töten (Fernsehserie, Folge Der Polizist)
- 2016: Der Alte – Folge 400: Tödliche Ideale
- 2016–2023 Der Staatsanwalt (Fernsehserie, 2 Folgen)
- 2016: Solo für Weiss – Das verschwundene Mädchen (Fernsehreihe)
- 2017: SOKO Köln (Fernsehserie, Folge Die Zeit heilt keine Wunden)
- 2017: Nord Nord Mord – Clüver und die tödliche Affäre
- 2018: SOKO München (Fernsehserie, Folge Es braut sich was zam)
- 2018: Heldt (Fernsehserie, Folge Allein in Bochum)
- 2018: Cecelia Ahern – Dich zu lieben (Fernsehreihe)
- 2018: Schattenfreundin
- 2019: SOKO Hamburg (Fernsehserie, Folge Mann über Bord)
- 2019: Frühling – Lieb mich, wenn du kannst
- 2019: Kommissarin Lucas – Polly (Fernsehreihe)
- 2019: Servus, Schwiegersohn! (Fernsehreihe)
- 2019, 2021: Die Chefin (Fernsehserie, 2 Folgen)
- 2020: Die Toten vom Bodensee – Der Blutritt (Fernsehreihe)
- 2021: Nord Nord Mord – Sievers und der schwarze Engel (Fernsehreihe)
- 2023: Hubert ohne Staller (Fernsehserie, Folge Die verschwundene Leiche)
- 2023: SOKO Stuttgart (Fernsehserie, Folge Bibelfest)
- 2023: Tatort: Das Wunderkind

## Theater (Auswahl)
Münchner Kammerspiele (Spielzeitraum von 1996 bis 2000)
- Das Gleichgewicht von Botho Strauß – Mädchen mit der Trapperfellmütze; Zeitungsmädchen; Regie: Jens-Daniel Herzog
- Die Legende vom armen Heinrich von Tankred Dorst – Elsa; Regie: Jens-Daniel Herzog
- Urfaust von Johann Wolfgang von Goethe – Gretchen; Regie: Thomas Bischoff
- Herr Puntila und sein Knecht Matti von Bertolt Brecht – Das Kuhmädchen; Regie: Franz Xaver Kroetz
- Hekabe von Euripides – Kriegsgefangene Frau von Troja; Regie: Dieter Dorn
- Andere Baustelle von Jule Ronstedt und Antje Uhle – Ali und Regie
- King Kongs Töchter von Theresia Walser – Carla; Regie: Antoine Uitdehaag

## Hörspiele
- 2003: Das magische Labyrinth – 6: Bittere Mandeln. Hörspiel nach Max Aub. Regie: Ulrich Gerhardt. Produktion: BR Hörspiel und Medienkunst/Eichborn-Verlag.
- 2013: Hell of Fame. Hörspiel von Jörg Albrecht. Rolle: Beste Freundin. Regie: Bernadette Sonnenbichler, Produktion: BR Hörspiel und Medienkunst. Als Podcast/Download im BR Hörspiel Pool.[9]
- 2019: Was man von hier aus sehen kann. Hörspiel von Mariana Leky. Rolle: Luise (erwachsen)/Erzählerin. Regie: Petra Feldhoff, Produktion: WDR. Als Podcast/Download in der ARD Mediathek.[10]

## Auszeichnungen
- 1997: Max-Ophüls-Preis als „beste Darstellerin“ für ihre Rolle der Ulrike in Bandagistenglück
- 1998: Merkur-Theaterpreis (Förderpreis)
- 2001: Bayerischer Kunstförderpreis im Bereich Darstellende Kunst
- 2011: Festival de Cine de Terror Molins de Rei als „beste Darstellerin“